# グウェンボビツェ (ドルヌィ・シロンスク県)
グウェンボビツェ(ポーランド語: Głębowice)は、ポーランド・ドルヌィ・シロンスク県に位置する村。

## 概要
1945年までは長らくドイツの領地であり、グルムボヴィッツ(ドイツ語: Glumbowitz)と呼ばれていた。
ビンスコから東に8キロメートル、ボウウフから北東に15キロメートル、ドルヌィ・シロンスク県の県都であるヴロツワフからは北西に42キロメートルに位置する穏やかな村である。
人口は520人。

## 著名な出身者
- ヴァルター・シュロート - ドイツ国防軍陸軍の歩兵大将。